# Efferia amphissa
Efferia amphissa este o specie de muște din genul Efferia, familia Asilidae. A fost descrisă pentru prima dată de Walker în anul 1849. Conform Catalogue of Life specia Efferia amphissa nu are subspecii cunoscute.